# Norrlandsoperan
La Norrlandsoperan és una companyia d'òpera sueca amb seu a la ciutat d'Umeå, a l'Operplan 5. En va fundar el 1974. Durant la dècada de 1970 es va donar una important activitat operística a Suècia. En aquella dècada es van compondre unes seixanta òperes, tantes com a les tres dècades anteriors. No obstant, la nova política cultural instaurada en 1974 va posar èmfasi en la importància d'aquesta forma artística, inaugurant-se dos nous teatres de l'òpera: el Teatre musical de Värmland a Karlstad, i el de la Norrlandsoperan a Umeå. Totes dues institucions contribuirien a la renovació dels repertoris mitjançant nombrosos encàrrecs.